# Cittadella di Acri
La cittadella di Acri è una fortificazione ottomana edificata sulla omonima cittadella costruita dall'Ordine degli Ospitalieri. La cittadella faceva parte del complesso difensivo della città, rafforzando il muro settentrionale.

## Storia
Nel corso del XX secolo la cittadella fu per lo più usata come prigione e luogo d'impiccagione. Nel corso del Mandato britannico, attivisti sionisti ebraici furono imprigionati qui e alcuni giustiziati. Nel 1947, membri dell'Irgun irruppero nella cittadella e liberarono numerosi prigionieri.
Oggi la cittadella di Acri ospita:
- Le fortificazioni ottomane (inclusi la torre e il fossato).
- I Centri Visitatori della Vecchia Città di Acri.
- Il "giardino incantato": un nuovo giardino piantato in base alle descrizioni storiche del giardino esistente in età crociata.
- La prigione e il patibolo britannici di Acri.
- Monumento ai combattenti della resistenza ebraica giustiziati durante il Mandato britannico.
- Museo sui prigionieri della resistenza ebraica, מוזיאון אסירי המחתרות.
- La cella di Bahá'u'lláh, fondatore della fede Bahá'í.
- Le sale dei Cavalieri (vedere sotto).

Dall'agosto 2004 la cittadella è parzialmente chiusa per lavori di restauro.

### Le sale dei Cavalieri
Sotto la cittadella e la prigione di Acri, scavi archeologici hanno rivelato un complesso di sale costruite dai Cavalieri dell'Ordine dell'Ospedale. Questo complesso faceva parte della cittadella degli Ospitalieri, connessa alle mura settentrionali di Acri.
Il complesso comprende:
- Sei sale semi-comunicanti.
- Un ampio salone, recentemente riportato alla luce.
- Segrete.
- Sala da pranzo (con un tunnel).
- Posta e Cripta (resti di un'antica chiesa gotica).